# 阿乌尼

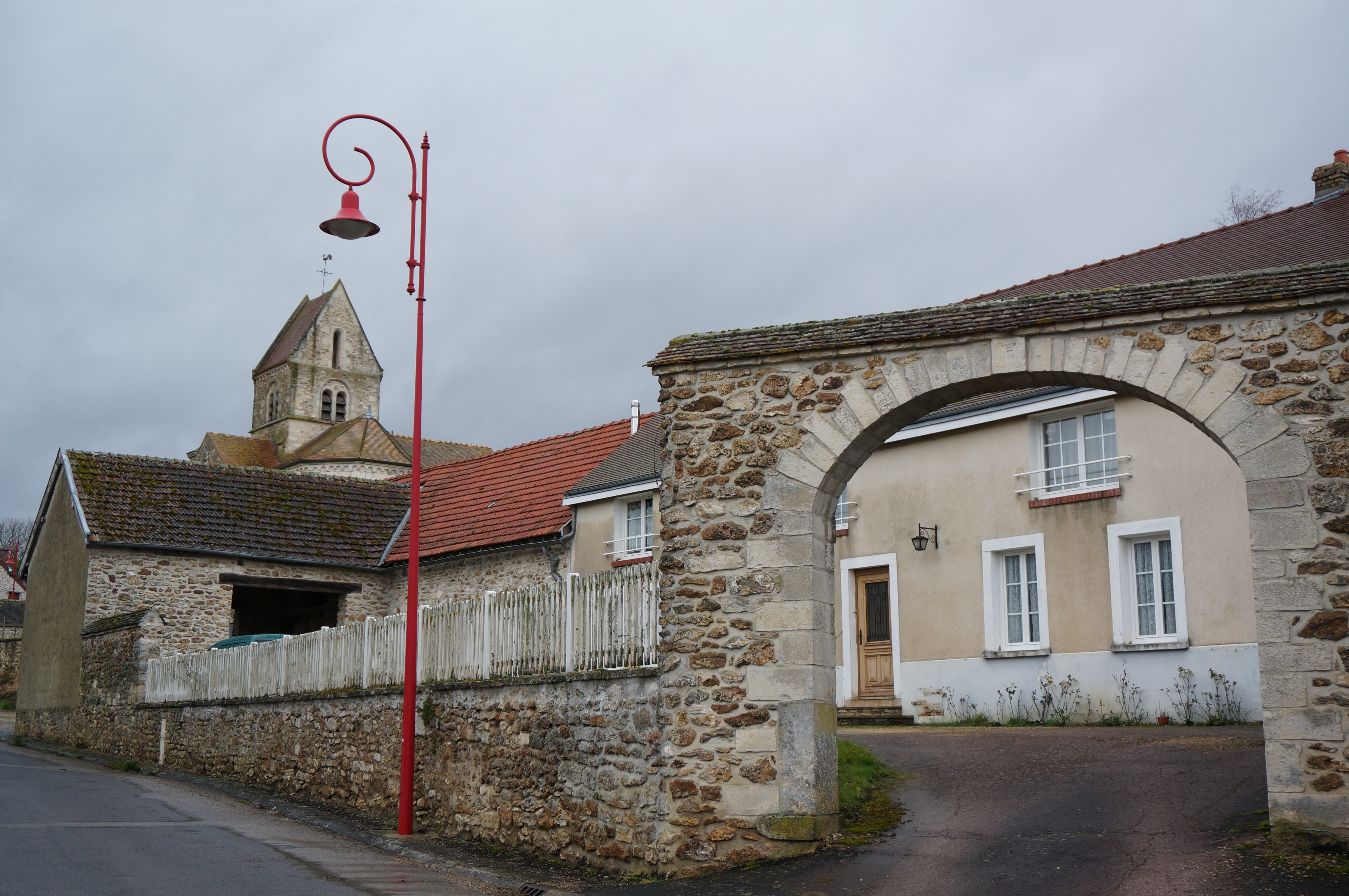

阿乌尼（法語：Aougny）是法国马恩省的一个市镇，属于兰斯区（Reims）塔尔当瓦地区维尔县（Ville-en-Tardenois）。该市镇总面积7.47平方公里，2009年时的人口为99人。

## 人口
阿乌尼人口变化图示